# Fakszimile

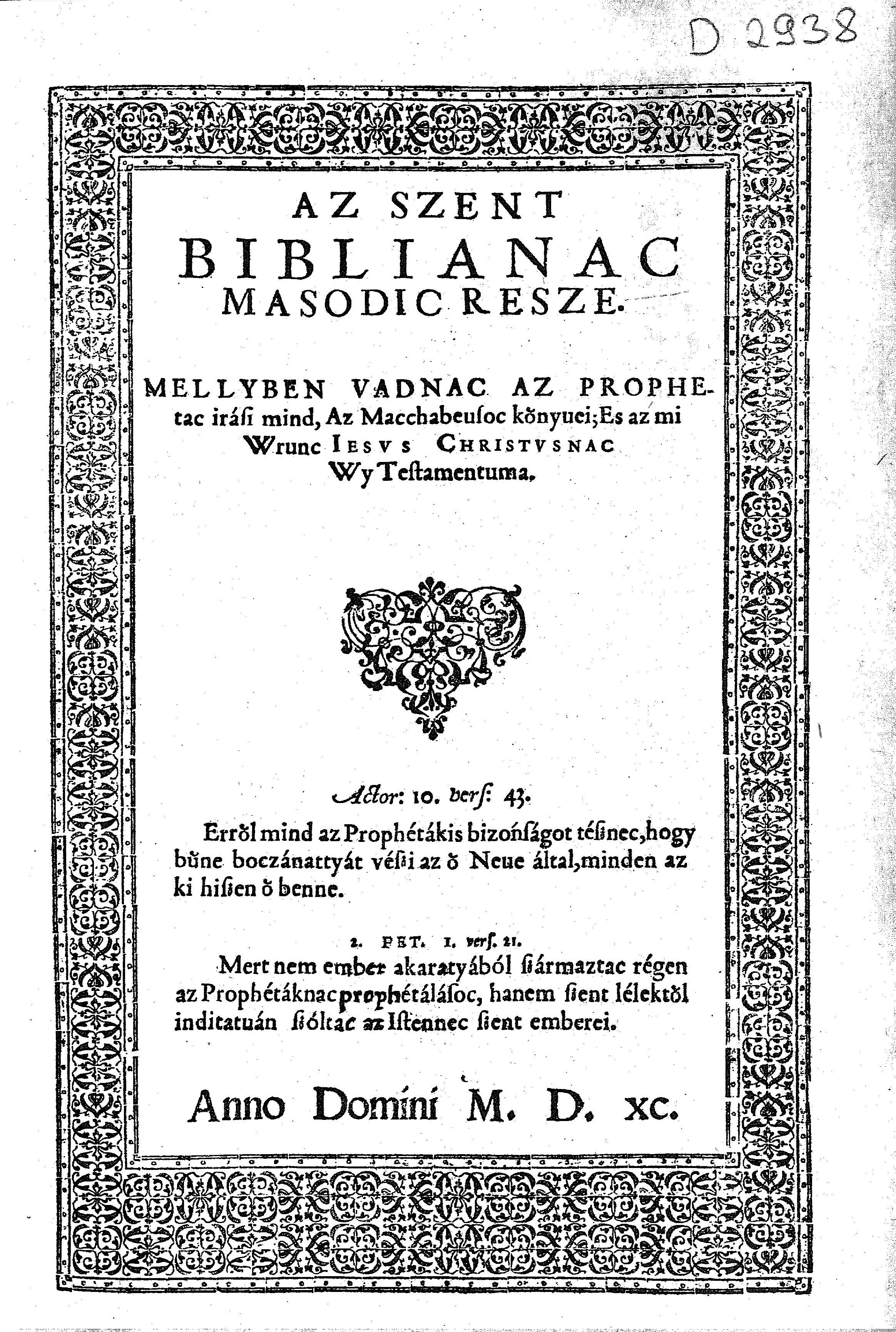
A Vizsolyi Biblia címlapja

A fakszimile, faximile vagy facsimile (latinul: fac simile, a. m. „tedd hasonlóvá”) jelentése hasonmás kiadás, azaz képnek, szövegnek, kéziratnak, kottának, okmánynak, rajznak, nyomdai sokszorosítással készült, eredeti méretű, teljesen hű mása. Nagy jelentőségű olyan esetekben, amikor az eredeti értékes irat elpusztulásától, elkallódásától kell tartani, illetve ha egy unikumot az eredetihez teljesen hű formában nagyobb példányszámban akarnak hozzáférhetővé tenni. A 19. század második harmadáig átrajzolás után réz- vagy fametszetről, illetve kőrajzról készült, újabban a fényképezés alapján szokásos sokszorosító módokon: a fénymásolatokról klisírozással, fénynyomatról (fotoprint) állítják elő.

## Hasznosítása, funkciói
A fakszimiléknek többféle hasznosítási módja, „felhasználása” van:
- közgyűjtemények állományának kulturális gyarapítása,
- az eredeti dokumentumok helyettesítése, ezáltal a megóvásuk az elhasználódástól,
- kutatási célokra való felhasználás,
- a gyűjtők igényeinek kiszolgálása.

## Megjelenése
A 19. század második felében (a század végén). Korábban is próbálkoztak fakszimilék közreadásával, de más módszerekkel. Ezek a módszerek nem voltak elég fejlettek, hiszen csak a 19. század végén teremtette meg a műszaki fejlődés a fototechnika és a szövegsokszorosítás közötti kapcsolatot. A korábbi, ma már elmaradottnak tűnő módszerek közé tartozott a rézmetszet és a litográfia felhasználása is, de előfordult olyan is, hogy kézzel készítettek egyedi példányokat (az eredetihez majdnem teljesen hű másolatokat). Ezek a megoldások azonban nem voltak tökéletesek.

## A fakszimile és a reprint közötti különbség
Ursula Struzl, a grazi székhelyű Akadémia Nyomda és Kutatóintézet (Akademische Druck und Verlagsanstalt) vezető munkatársa szerint a különbség a fakszimile és a reprint között abban rejlik, hogy míg a fakszimilék a legapróbb részletekben is (kötés, íráshordozó, színek) a legigényesebb bibliofil szempontokat is figyelembe véve követik az eredeti dokumentumokat; addig a reprint elsősorban használati igényeket próbál kielégíteni kevésbé igényes módon, az eredeti dokumentum fotomechanikus úton történő újranyomásával. Ursula Struzl szerint a reprint (némi túlzással) az olvasónak, míg a fakszimile a gyűjtőknek készül. Nem véletlenül állítja ezt, hiszen a reprint nem reprezentatív, azaz sokkal olcsóbb is, mivel egyszerű papírra nyomják. Szemben a fakszimilével, amely az eredeti dokumentumot utánzó, korabeli kötésben jelenik meg. Az igazi fakszimile ugyanis meglehetősen költséges kiadvány. Ursula Struzl azt vallja: a fakszimilének legalább olyan hosszú élettartamúnak kell lennie, mint az eredeti dokumentumnak, hiszen több száz évig meg kell őriznie színeit, kötését stb. Az elvárt tökéletességnek azonban nem minden fakszimile felel meg. Vannak ún. pszeudo-fakszimilék, amelyekre csak részben igaz a tökéletesség.

## A fakszimile tartalma
Lényege, hogy mindenben megegyezzen az eredetivel, hiszen ki kell elégítenie a gyűjtők igényét, ugyanakkor ki kell szolgálnia a tudományos igényeket is. Egy dokumentum (pl. kódex) hasonmása mindenben azonos kell, hogy legyen az eredetivel, mégis a közreadás során számos változás/változtatás is felléphet, hiszen sokkal szebb hasonmás kiadást is lehet készíteni, mint amilyen az eredeti dokumentum. Ennek oka, hogy az eredetin lehetnek sérülések vagy utólagos bejegyzések, de akár a színek is kifakulhatnak az idő miatt.

## Az első magyar fakszimilék
Horvát István, a reformkor jeles történetírója elsőként a Tudományos Gyűjtemény című folyóirat 1833/34-es évfolyamaiban 26 középkori magyar oklevél és egyéb nem diplomatikai jellegű dokumentumok fakszimiléjét tárta a nyilvánosság elé.

## Fakszimilék kiadása, közreadása Magyarországon
Magyarországon elsősorban a Magyar Helikon Könyvkiadó járt élen a fakszimilék kiadásában. A Magyar Helikon 1982. január 1-jén kezdte meg működését az Európa Könyvkiadóból kiválva. Állami támogatás nélküli, saját önerőből gazdálkodó kiadó volt ekkor. Élen járt a művelődéstörténet, a történelem, a szépirodalom és a képzőművészet különböző témaköreiben megjelent fakszimilék kiadásában. Többek között itt jelentették meg a Jordánszky-kódex, a Codex Germanius, a Vizsolyi Biblia és a Nekcsei Biblia hasonmás kiadásait.